# José Luis Encarnação
José Luis Moreira da Encarnação (São Domingos de Rana, 30 de maio de 1941) é um cientista da computação português, professor emérito na Alemanha e conselheiro de governos, empresas multinacionais, organizações de investigação e fundações nas áreas de inovação e tecnologia.
Inventou o padrão gráfico Graphical Kernel System (GKS) e contribuiu significativamente para o avanço da computação gráfica.

## Biografia
Filho único, José Luis Moreira da Encarnação frequentou uma escola católica dos salesianos.
Com uma bolsa da Fundação Calouste Gulbenkian, José Luis Encarnação estudou engenharia elétrica na Universidade Técnica de Berlim, onde obteve o doutorado em 1970, com uma tese sobre computação gráfica tridimensional.
Após trabalhar no Instituto Fraunhofer de Telecomunicações (HHI) em Berlim, foi professor assistente na Universidade do Sarre em Saarbrücken. Em 1975 tornou-se professor ordinário da Universidade Técnica de Darmstadt da cátedra de sistemas gráficos interativos. É orientador de mais de 80 trabalhos de doutorado.
Após assumir sua cátedra em Darmstadt, fundou em 1984 o Zentrum für Graphische Datenverarbeitung (ZGDV), sendo seu diretor executivo até 2009. Em 1987 foi fundado em Darmstadt o Instituto Fraunhofer de Computação Gráfica (IGD), que José Luis Encarnação dirigiu até outubro de 2006.
Em 2001 José Luis Encarnação foi chefe do Grupo Informação e Comunicação (em alemão:  Information und Kommunikation (IuK)) da Fraunhofer-Gesellschaft, composto por 15 institutos. Nesta função atuou no Conselho Diretor da Fraunhofer-Gesellschaft. Em 2009 tornou-se professor emérito.
José Luis Encarnação é casado com Karla Eggeling, tendo o casal três filhos.

## Condecorações e prémios
José Luis Encarnação é membro da Academia de Ciência e Engenharia da Alemanha (acatech).
- 1983: Cruz de Mérito da República Federal da Alemanha
- 1989: Prêmio Karl Heinz Beckurts[3]
- 1991: Ehrenprofessor da Universidade de Zhejiang, Hangzhou, República Popular da China
- 1991: Doutor honoris causa da Universidade Técnica de Lisboa, Portugal
- 1995: Cruz de Oficial de Mérito da República Federal da Alemanha
- 1995: Prêmio Steven-Coons da Association for Computing Machinery
- 1996: Doutor honoris causa da Universidade de Rostock
- 1997: Medalha Konrad Zuse
- 2000: Prêmio Cultura de Hessen, Alemanha
- 2001: Professor honoris causa da Universidade Estadual de Campinas, Brasil
- 2001: Medalha Fraunhofer
- 2001: Ordem Militar de Sant’Iago da Espada, Portugal[4]
- 2001: Prêmio tecnologia da Fundação Eduardo Rhein, Alemanha
- 2002: Doutor honoris causa da Universidade do Minho, Portugal
- 2002: Senador honorário da Universidade de Maribor, Eslovênia
- 2006: Grã-Cruz de Mérito da República Federal da Alemanha
- 2009: Prêmio "Convergators" de BiTKOM e FOCUS no contexto da CeBIT[5]
- 2012: Goldene Ehrennadel da Universidade de Rostock[6]
- 2016: Eurographics Medalha de Ouro[7]
- 2018: Membro Eleito da SIGGRAPH Academia (ACM)[8], USA
- 2022: Prêmio Robert Piloty[9] da Universidade Técnica de Darmstadt.[10]
- 2025: Sócio Honorário Eleito da Academia das Ciências de Lisboa, Portugal